# Tony Ries (1913–1989)
Tony Ries, właśc. Anthony Michael Ries Sr. (ur. 23 listopada 1913 w Bloemfontein zm. 13 maja 1989 w Uvongo) – południowoafrykański zapaśnik walczący w stylu wolnym. Olimpijczyk z Londynu 1948, gdzie zajął dziesiąte miejsce w kategorii do 67 kg.
Był ojcem zapaśnika Tony’ego Riesa, olimpijczyka z Rzymu 1960.

## Letnie Igrzyska Olimpijskie 1948
| Konkurencja      | Rundy eliminacyjne   | Rundy eliminacyjne      | Rundy eliminacyjne | Klas. końcowa |
| Konkurencja      | Przeciwnik I         | Przeciwnik II           | Przeciwnik III     | Miejsce       |
| ---------------- | -------------------- | ----------------------- | ------------------ | ------------- |
| 67 kg styl wolny | Ali Ghaffari (IRI) Z | Gösta Frändfors (SWE) P | Celal Atik (TUR) P | 10.           |